# 188 a. C.
El año 188 a. C. fue un año del calendario romano prejuliano. En el Imperio romano, fue conocido como el año 566 Ab Urbe condita.

## Acontecimientos
- Paz de Apamea
- Este año y el siguiente, Lucio Manlio Acidino ejerce la pretura en la Hispania Citerior. Se enfrenta a los celtíberos en la zona calagurritana. Cayo Atinio gobierna Hispania Ulterior; vence a los lusitanos y sitía      Hasta, lugar en el que muere.[1]